# 배상명
배상명(裵祥明, 일본식 이름: 蒲田祥明가마타 요시아키 또는 芳村祥明요시무라 요시아키, 1906년 ~ 1986년 2월 17일)은 상명대학교를 설립한 한국의 교육자이다. 호는 계당(桂堂), 민정(敏廷)이다.

## 생애
평안남도 강서군 출생이다. 1923년 동덕여학교를 졸업하고 경성부의 삼선학교에서 교사로 근무하다가 일본으로 유학했다. 1937년 도쿄 고등기예학교 사범과를 졸업한 뒤 귀국하여 종로에 이 학교를 본딴 상명고등기예학원을 설립했다.
일제강점기 말기에 상명여학교 교장으로 있으면서 신교육을 받은 여성 교육자들을 동원한 전쟁 지원 작업에 참여했다. 1941년 9월 전위여성격려대가 결성되었을 때 가담하여 황해도 해주, 사리원, 안악군 지역에 파견되었고, 강연회와 좌담회를 통해 여성들의 전쟁 지원을 촉구했다.
1948년 여자중고등학교장 교육시찰단의 일원으로 미국을 시찰하러 떠났다가 미국에 머물면서 컬럼비아 대학교 사범대학에서 수학했다. 광복 직전인 1945년 7월에 재단법인 상명학원을 설립하여 이사장에 취임하였으며, 미국에서 돌아온 뒤 동덕여학원, 영훈학원, 민정학원 등 사립학교 법인을 설립해 이사장을 맡은 바 있다.
여성 교육에 헌신한 공을 인정받아 1964년 문화훈장 국민장, 1982년 국민훈장 모란장을 받았다. 상명대에는 서울과 천안 캠퍼스에 배상명의 좌상이 건립되어 있고, 배상명의 호를 따 계당기념관, 계당장학금이 만들어져 있기도 하다.

## 같이 보기
- 상명대학교
- 상명고등학교
- 조선임전보국단

## 참고자료
- 김삼웅 (1995년 2월 1일). 〈배상명 : "내지 여성 본받아 군국여성 연성하자"〉. 《친일파 100인 100문 - 친일의 궤변, 매국의 논리》. 서울: 돌베개. ISBN 978-89-7199-070-4.
- 배상명(裵祥明) - 한국학중앙연구원